# Blepharis bainesii
Blepharis bainesii är en akantusväxtart som beskrevs av Spencer Le Marchant Moore och C. B. Cl.. Blepharis bainesii ingår i släktet Blepharis och familjen akantusväxter. Inga underarter finns listade i Catalogue of Life.